# Sarah Höfflin
Sarah Höfflin (Ginebra, 8 de enero de 1991) es una deportista suiza que compite en esquí acrobático, especialista en las pruebas de big air y slopestyle.
Participó en dos Juegos Olímpicos de Invierno, obteniendo una medalla de oro en Pyeongchang 2018, en la prueba de slopestyle, y el sexto lugar en Pekín 2022, en el big air.
Ganó una medalla de plata en el Campeonato Mundial de Esquí Acrobático de 2025, en la prueba de big air. Adicionalmente, consiguió cinco medallas en los X Games de Invierno.

## Trayectoria
Vivió en el Reino Unido entre los 12 y 22 años de edad, residiendo en la localidad de Tewkesbury. Estudió Neurociencia en la Universidad de Cardiff.
Ganó la medalla de oro en los Juegos Olímpicos de Pyeongchang 2018, en el slopestyle, con un resultado de 91,20 puntos, compartiendo el podio con su compatriota Mathilde Gremaud y la británica Isabel Atkin. Obtuvo el primer lugar en la prueba de big air de los X Games de Invierno Aspen 2018.

## Medallero internacional
| Juegos Olímpicos   | Juegos Olímpicos            | Juegos Olímpicos | Juegos Olímpicos |
| Año                | Lugar                       | Medalla          | Prueba           |
| ------------------ | --------------------------- | ---------------- | ---------------- |
| 2018               | Pyeongchang (Corea del Sur) | Medalla de oro   | Slopestyle       |
| Campeonato Mundial |                             |                  |                  |
| Año                | Lugar                       | Medalla          | Prueba           |
| 2025               | Engadina (Suiza)            | Medalla de plata | Big air          |

| X Games de Invierno | X Games de Invierno    | X Games de Invierno | X Games de Invierno |
| Año                 | Lugar                  | Medalla             | Prueba              |
| ------------------- | ---------------------- | ------------------- | ------------------- |
| 2018                | Aspen (Estados Unidos) | Medalla de oro      | Big air             |
| 2019                | Aspen (Estados Unidos) | Medalla de plata    | Slopestyle          |
| 2020                | Aspen (Estados Unidos) | Medalla de plata    | Big air             |
| 2020                | Aspen (Estados Unidos) | Medalla de bronce   | Slopestyle          |
| 2024                | Aspen (Estados Unidos) | Medalla de bronce   | Knuckle huck        |